# 요시나가 가즈아키
요시나가 가즈아키(일본어: 吉永 一明, 1968년 3월 17일~)는 일본의 축구 지도자이다.

## 지도자 경력
2017년부터 2018년까지 알비렉스 니가타 싱가포르에서 감독을 맡았다. 2019년 4월 알비렉스 니가타의 감독으로 취임하였다. 2022년부터 2024년까지 알비렉스 니가타 싱가포르에서 감독을 맡았다.